# Орєховка (Самарська область)
Орєховка (рос. Ореховка) — село в Алексєєвському районі Самарської області Російської Федерації.
Населення становить 476 осіб. Входить до складу муніципального утворення сільське поселення Летниково.

## Історія
Від 2005 року входило до складу муніципального утворення сільське поселення Летниково.

## Населення
| 1986 | 2002 | 2010 | 2014 | 2015 |
| ---- | ---- | ---- | ---- | ---- |
| 608  | ↘539 | ↘512 | ↘478 | ↘476 |